# Comércio de Componentes Eletrônicos
Comércio de Componentes Eletrônicos (CCE) foi uma empresa brasileira de fabricação de eletrônicos, pertencente ao grupo Digibrás, que por sua vez é controlado pela família Sverner.

## História

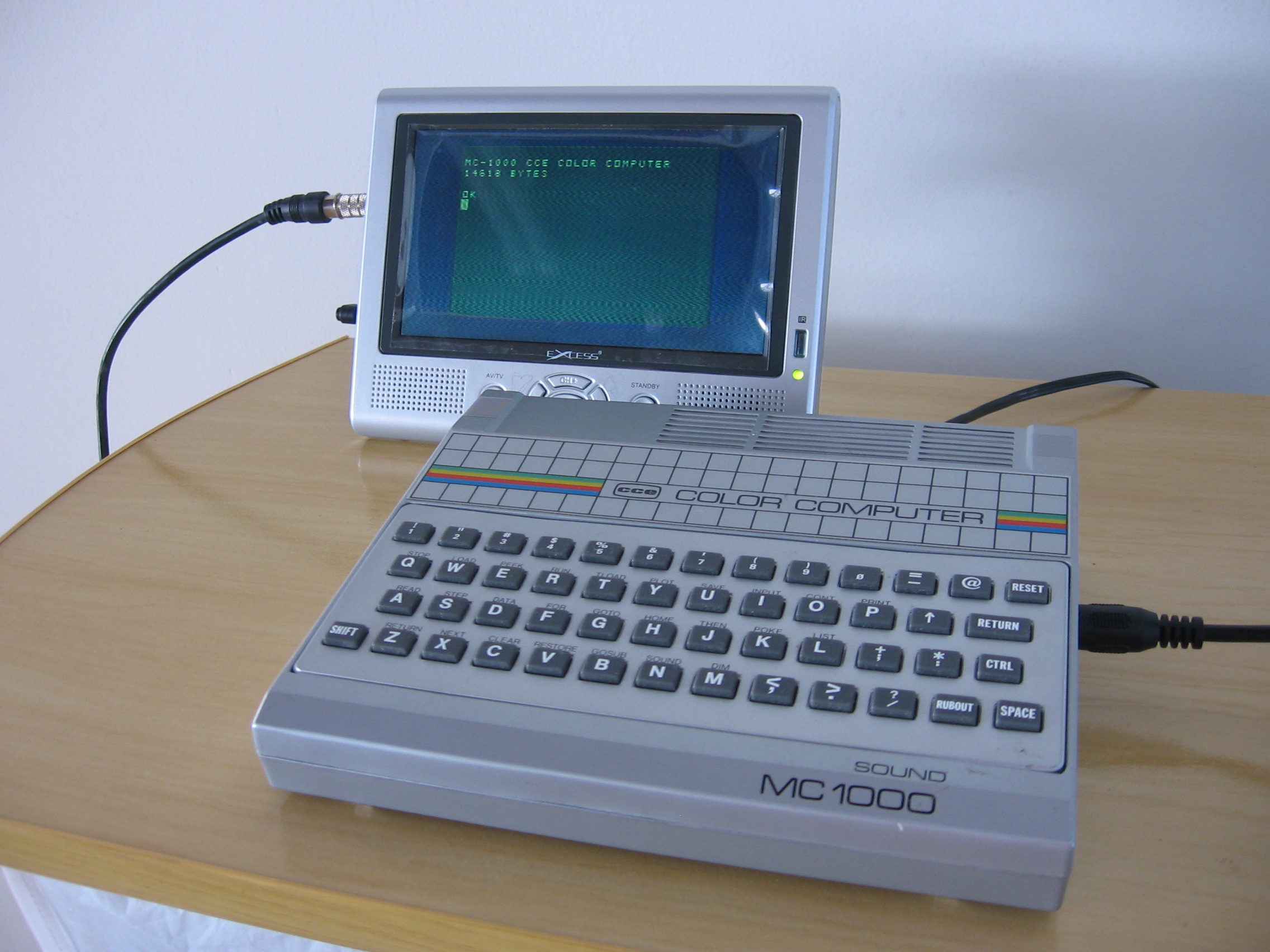
Computador CCE MC-1000 de 1985.

A empresa foi fundada em 1964 por Isaac Sverner com o objetivo de importar e comercializar componentes eletrônicos; entretanto, somente em 1971 é que iniciou a fabricação de equipamentos completos.
Em 2012, a empresa asiática Lenovo anunciou a compra da empresa, expandindo sua participação no mercado brasileiro, mas em outubro de 2015, a Lenovo devolveu o controle acionário para os Sverner.

## Equipamentos de áudio
Os equipamentos modulares da CCE geralmente tinham status inferior aos similares da Gradiente e da Polyvox, tendo entretanto, a vantagem do preço mais acessível.
Outra característica que diferenciava a CCE das duas concorrentes citadas, é que ela sempre ofereceu equipamentos populares como os conjugados do tipo 3-em-1, “2-em-1”, rádio-gravadores e outros eletrônicos portáteis como os rádios relógios.
Na década de 1970, a companhia japonesa Kenwood forneceu tecnologia para muitos dos equipamentos modulares da empresa. A CCE chegou a fabricar e vender equipamentos sob esta marca.
Mas, assim como outros fabricantes brasileiros de eletrônicos, a CCE não se limitou a clonar os equipamentos de um determinado fabricante. Alguns produtos foram nacionalizados, outros adaptados e modificados a partir de projetos de diversos fornecedores estrangeiros, além daqueles que foram projetados pela própria empresa.
Já no período de 1996 a 2002, a CCE fabricou e comercializou produtos de áudio (micro-systems) da fabricante japonesa Aiwa.

## Outros produtos
Em meados da década de 1980 a CCE ingressou no mercado de videocassetes e no final desta década lançou sua linha de televisores.
A CCE foi a única empresa no Brasil a vender um videocassete “player”, ou seja, um aparelho que tinha apenas a capacidade de reproduzir fitas pré-gravadas. Apesar de ter um custo menor que o de um aparelho convencional, o produto não obteve sucesso.
No setor de videogames, a empresa fabricou na década de 1980 um console similar e compatível ao Atari 2600, o Supergame VG-2800 e, posteriormente um aparelho Top Game VG-8000/VG-9000 e depois o TurboGame, ambos bastante populares entre os jogadores da época, compatível com o Nintendo 8 bits que tinha dois slots podendo aceitar cartuchos em ambos os padrões: japonês e americano.
Por um breve período de tempo a empresa esteve presente também no mercado de microcomputadores vendendo um equipamento no padrão Apple II (o Exato) e um microcomputador de baixo custo, o MC-1000, para concorrer com o CP400 da Prológica.
Em 1998 a CCE ingressou no mercado de eletrodomésticos fabricando e comercializando freezers e geladeiras. Em 2003, a empresa mexicana Mabe comprou a linha de refrigeradores e criou, em 2004, a Mabe Brasil, fusão das marcas CCE e a GE Dako. A empresa foi extinta em 2016.
A partir de 2006 a CCE voltou a comercializar computadores pessoais de baixo custo equipados com Windows ou Linux através de uma nova divisão, a "CCE Informatica". A empresa, todavia, não mais comercializa vídeo-games.
Em janeiro de 2013 a fabricante CCE, lançou seus tablets com Android 4.0.3: Motion Tab T733 (Processador AML 8726 - M3) e Motion Tab T735 (Processador CORTEX A8), ambos com 512 MB de memória RAM e interna de 4 GB Flash, expansível com cartão micro SD de até 32 GB. Estes modelos eram comercializados em grandes revendedores varejistas pelo país: O preço base anunciado pela CCE era de R$ 400,00 para o modelo mais básico.

## A compra pela Lenovo
Visando uma expansão da marca no país, a empresa chinesa Lenovo comprou a Digibrás por R$700 milhões, empresa que controla a CCE no país em 5 de setembro de 2012. Com a compra, a empresa estava na terceira posição entre as empresas de eletrônicos do Brasil, com um percentual de 7%, atrás apenas da Positivo e HP, com 15,6% e 9%, respectivamente.
Em outubro de 2015, a transação comercial com a Lenovo foi desfeita, quando a empresa chinesa deixou (propositalmente) de pagar as parcelas restantes do contrato e assim, a marca CCE voltou a ser controlada pelo grupo Digibras, empresa da família Sverner.

### Grupo Digibras
O grupo Digibras é fabricante de produtos de tecnologia como desktops, notebooks, netbooks, celulares e TVs dentre outros.